# ADLER-1
ADLER-1, kurz für Austrian Debris Detection Low Earth (Orbit) Reconnoiter („Österreichischer Müllerkennungs-Niedrigerd(orbit)-Erkunder“), auch Lemur-2 „Krywe“ genannt, war ein österreichischer CubeSat, welcher von dem US-amerikanischen Unternehmen Spire Global und dem Österreichischen Weltraum Forum (ÖWF) entwickelt wurde. Im Jänner 2022 wurde er in eine Erdumlaufbahn gebracht. Am 10. Juni 2023 verglühte der Satellit planmäßig in der Erdatmosphäre. Im gleichen Jahr startete schon am 15. April 2023 die CubeSat-Folgemission ADLER-2, die ebenfalls etwa 16 Monate im All aktiv war.

## Ziele
Mit Adler-1 wurden neue Weltraummüll-Detektoren getestet. Dabei handelt es sich um ein Radargerät und einen Impaktsensor. Neben der Erprobung neuer Technologien sollte auch ein Überblick über Weltraummüll in der erdnahen Umlaufbahn (Low Earth Orbit) geschaffen werden. Damit sollten Annahmen zur Verteilung von Weltraummüll geprüft werden, die auf Computersimulationen beruhen.

## Entwicklung  und Start
Der Satellit wurde innerhalb von 15 Monaten auf Grundlage des Lemur-2-Satellitenbusses von Spire Global geplant und gebaut. Gestartet wurde er am 13. Jänner 2022 mit einer LauncherOne-Trägerrakete der Firma Virgin Orbit, die von der umgebauten Boeing 747-400 Cosmic Girl in eine Höhe von 11 km gebracht worden war und von dort aus die geplante Umlaufbahn von 500 km erreichte.

## Ausstattung und Ergebnisse
Adler-1 war mit einem Radargerät sowie mit einem Partikeleinschlagdetektor ausgestattet. Ersteres wurde von Spire gebaut, während das ÖWF den Einschlagdetektor in Form eines piezoelektrischen Sensors beisteuerte, der die kinetische Energie wenige Mikrometer großer Teilchen messen sollte. Das Messinstrument hatte eine Gesamtoberfläche von 865 cm2.
Am 10. Mai 2022 wurde die erste Messung bestätigt. Insgesamt wurden in einem Zeitraum von etwa 400 Tagen 117 Aufprallereignisse erfasst.